# 自動麥林手槍
.44自動麥林手槍是一款由美國自動麥林公司於1966-1971年設計的大口徑半自動手槍。
該槍流行於許多電影和小說，某些型號更被美國菸酒槍炮及爆裂物管理局列為“古董槍械”。

## 特徵
自動麥林是一種以短行程後座作用運作的手槍，它還帶有一個具鎖耳並跟AR-15／M16系列步槍相似的轉拴式槍栓，這方面在同類武器之中是較為罕見的。它的出現是為了向手槍擁有者提供一種能夠與.44麥格農左輪手槍一樣有著巨大威力的半自動手槍，其專用彈藥為.44 AMP子彈。 自動麥林在推出後隨即就成為當時火力最強的手槍之一，但由於設計缺陷及系統不成熟等總總原因而令它經常發生卡彈故障，使它被人們戲稱為“自動卡彈槍”(Auto Jam)。

### 缺點
當年推出時因為設計團隊的急就章，以及對於不銹鋼材料的加工技術尚未成熟，使得本槍常出現以下的問題：
⒈常因槍膛內的髒污造成閉鎖不良，需要手動排除問題。
⒉因為對於不鏽鋼的加工技術尚未成熟，槍身內部的加工精度不足，也是造成動作不良的原因。
⒊適合用於不鏽鋼槍身的潤滑油不容易取得，導致動作不良。
⒋雖然使用的是無凸緣的.44 AMP專用彈藥，但是因為彈藥的供應延遲，很多消費者使用.308温徹斯特的彈殼切短加工使用，因此造成拋殼問題。
⒌廠商的彈藥製作品質良莠不齊，也是造成動作不良的原因。
⒍因為後座力太大，握槍姿勢不良也會使得槍機閉鎖不全。
⒎雖然官方宣稱彈匣可以裝七發，但是填入七發會使彈簧非常逼近彈匣底部，容易使彈匣彈簧失去彈力。

## 歷史
在1970年，自動麥林公司主席哈里·桑福德在位於加利福利亞州的帕薩迪納市創立了一間工廠。第一枝自動麥林手槍於1971年8月8日出廠，而在1972年5月3日，工廠在生產了約3000枝手槍後便宣告破產倒閉。其後的生產交由其他槍械製造商（包括阿卡迪亞機器和工具公司和高標生產公司）生產，直到1982年停產。但後來為了悼念已死去的研發者，此槍曾恢復了生產一段時間。雖然自動麥林的投產版本是使用.44 AMP彈，但也存在著使用.45 ACP彈、.30 AMP彈和.357 AMP彈的實驗版本。除了.45 ACP的版本之外，用戶若想轉換口徑的話就只需裝上額外的槍管和彈藥，而槍身、彈匣和槍機均是通用的。 
自動麥林公司之所以會如此短命也不是沒有原因的。其中是因為開發團隊擅自把原設計者馬克斯·格拉設計的樣槍改為一枝結構更複雜和可靠性較低的不銹鋼手槍  ，並都不同意哈里·桑福德提出關於公司該如何生產手槍的提議，他們堅持相信著自動麥林手槍仍然未能生產，而且也不能夠單靠一種利潤而投入生產。他們也認為若要採用原來正確的設計的話，該槍的價格也應該要大幅增加才對，不然公司就會有陷入破產的危機。然而， 桑福德卻沒有把開發團隊的話聽入耳，結果令他們全員都辭職了。後來，自動麥林手槍的生產隨即被一個不關注此槍能帶來多少利潤，而是想著該立刻投入生產的小組接手。這造成了高成本的生產工序和後來帕薩迪納型號的裝配不良問題，而且工廠常常都會為了能夠準時交貨而忽略了一些工序。
另外，生產商為了滿足龐大的市場需求和吸引潛在投資者而對自動麥林手槍的嚴重抑價政策亦造成了其在商業上的失敗，而最後的報告更指出自動麥林公司以每枝手槍170美元的零售價出售（原本是217.50美元），令該公司就每枝手槍已損失了超過1000美元。而現在於二手市場上銷售的二手自動麥林手槍價格則介乎於3000至4000美元不等。 

## 型號

### 規格
自動麥林手槍
- 口徑： .44 AMP （自動麥林手槍彈） [10.74×33 mm] （1970），.357 AMP [9×33 mm] （1972），.41JMP（Jurras Mag Pistol）[10.41×33 mm]（？）
- 槍管長度：6.5吋
- 全槍長：11.5吋
- 重量：57 oz（1.62 kg）[.44 AMP]； 54 oz （1.53 kg） [.357 AMP]
- 彈匣：7發單排彈匣
- 瞄準具：可調式機械瞄具
- 材量：不銹鋼
- 握把護片： 兩片式黑色聚氨酯（AMP型）、冬青或烏木（JMP型） 握把
- 特徵：螺紋槍管
- 生產年份：1970–2002年
- 價錢：原本零售價：$217.50
後來增至$275（$425，包含著.44 AMP和.357 AMP槍管套件）

註：該槍有著不同的版本，其中.44口徑型為「180型」、.357口徑型為「160型」，而「280型」則是贈送給克林·伊斯威特的特別版本。另外此槍是能夠客製化的，因此也存在著一定數量的定制版本。

### 命名
由1971-2002年，自動麥林有著11個不同的名字：
- AM, Pasadena, California
- TDE, North Hollywood, California
- TDE, El Monte, California
- TDE, El Monte, California, High Standard
- TDE, El Monte, California, Lee Jurras
- TDE, El Monte, California, Kent Lomont
- TDE / OMC, El Monte, California
- AMT, Covina, California
- AMC, Covina, California
- AM, Irwindale, California
- AM, Sturgis, South Dakota

### 口徑

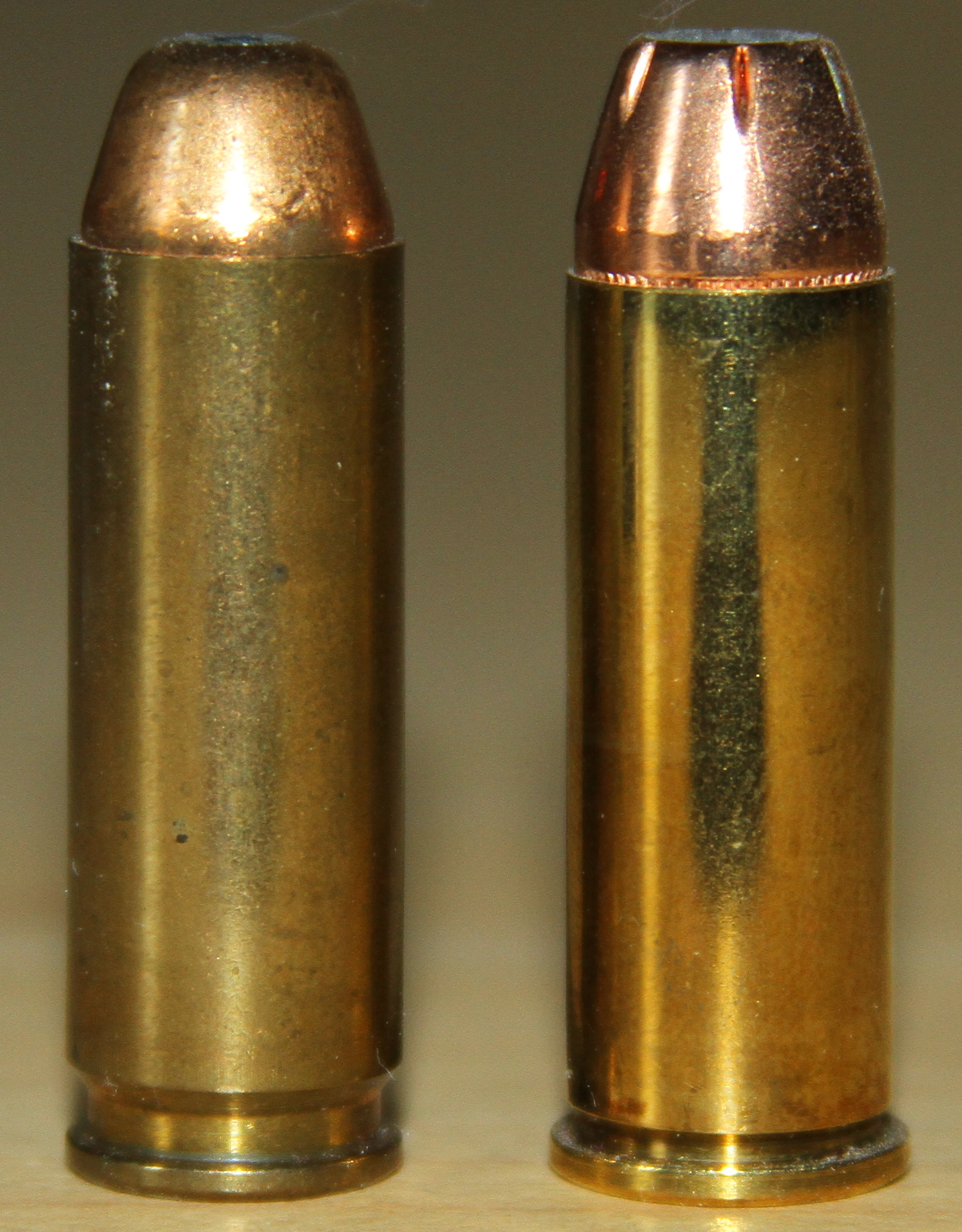
在.44雷明登麥林彈旁邊的一發.44 AMP彈

自動麥林的出現亦導致了3種新彈藥的誕生，它們分別為：.44自動麥林彈（.44 AMP）、.357自動麥林彈（.357 AMP），還有一種較為低知名度的.41 JMP彈。
生產商亦有生產出發射其他彈藥的槍管：
哈里·桑福德 
- .44 AMP [使用.44麥林子彈改良而成]
- .357 AMP [使用.357麥林子彈改良而成]
- .300 AMP [ 使用.30卡賓槍子彈改良而成]
- .45溫徹斯特麥林
- .45 ACP （實驗型）
- .475自動麥林（實驗型）[使用.475威爾迪麥林子彈改良而成]

Lee Jurras
- .41 JMP [使用.41麥林子彈]

Kent Lomont
- .30 LMP（Lomont Magnum Pistol） [使用.30卡賓槍子彈改良而成]
- .25 LMP（Lomont Magnum Pistol）[使用.25 ACP子彈改良而成]
- .22 LMP（Lomont Magnum Pistol）[使用.22 WMR子彈改良而成]
- .45 ACP麥林（實驗型）[使用.45 ACP子彈改良而成]

Eric Kincel和 Brian Maynard
- .40 KMP（實驗型）
- 8mm KMP（實驗型）

#### AMT自動麥林
阿卡迪亞機械和工具廠亦曾以自動麥林的名義衍生出各種手槍，當中包含發射.22 WMR彈的自動麥林II型、發射.30卡賓槍彈的自動麥林III型、發射.45溫徹斯特麥林彈的自動麥林IV型，以及發射.50 AE彈的自動麥林V型手槍。

## 登場作品

### 電影
- 1983年—：型號為自動麥林180型，由卡拉漢督察（克林·伊斯威特飾演）所使用。

### 電子遊戲
- 2009年—《俠盜獵車手：夜生活之曲》：型號為自動麥林180型，命名為「.44手槍」。
- 2012年—：型號為自動麥林180型，命名為「SA .44 Auto」。
- 2015年—：命名為“.44 Mag Semi-Auto”，裝有倍率瞄準鏡，由摩洛哥GIGR幹員所使用。
- 2017年—：型號為自動麥林180型，命名為「44麥格農」。

### 動畫
- 2009年—《幻靈鎮魂曲》：型號為自動麥林180型，賽斯·瑪斯塔收藏的槍械之一，於第10話由江漣／Ein掩護瑪斯塔逃走期間所使用，在要開第二槍之前就發生了卡彈故障。
- 2015年—《劇場版》：由東南亞聯盟憲兵上校尼古拉斯·王所使用，在他被殺後該槍被狡嚙慎也所搶奪。

## 外部連結
- Comparative Reviews of Magnum Caliber Semi-Auto Handguns （页面存档备份，存于）
- Articles
- .44 Auto Mag (44 AMP) （页面存档备份，存于）
- Firing of (1) Linebaugh prototype revolver and (2) .44 Auto Mag